# Элледж, Стивен
Стивен Элледж (англ. Stephen Joseph Elledge, род. 7 августа 1956, Парис, штат Иллинойс, США) — американский молекулярный генетик, специалист в области повреждения ДНК, биологии рака. Профессор Гарвардской медицинской школы, исследователь Медицинского института Говарда Хьюза (с 1993), член Национальных Академии наук (2003) и Медицинской академии США.
В 1974 году поступил на химию в Иллинойсский университет в Урбане-Шампейне.
Степень доктора философии получил в Массачусетском технологическом институте, где занимался по биологии с 1978 года. С 1984 года постдок у Рональда Дэвиса в Стэнфордском университете. Там в середине 1980-х Элледж занялся вопросами повреждения ДНК. К концу 1980-х он проводит свои наблюдения этого в дрожжах и сосредотачивается на этой проблематике в последующие два десятилетия. Свою собственную лабораторию открыл в 1989 году в Бэйлоровском медицинском колледже.
Член Американской академии искусств и наук (2003).
Член редколлегии Cell.
Супруга Мици Курода также является генетиком, работает в Гарвардской медицинской школе и в 2013 году была избрана членом НАН США.

## Награды
- Paul Marks Prize for Cancer Research[англ.] (2001)
- NAS Award in Molecular Biology[англ.] (2002)
- Genetics Society of America Medal[англ.] (2005)
- Hans-Sigrist-Preis[нем.] (2005)
- Премия Диксона (2010)
- Премия Розенстила (2012)
- AICF Prize for Scientific Excellence in Medicine (2012)
- Международная премия Гайрднера (2013)
- Премия Уайли (2015)
- Премия Альберта Ласкера за фундаментальные медицинские исследования (2015)[4]
- Премия за прорыв в области медицины (2017)[5]
- Премия Грубера по генетике (2017)[6]